# Fritze Hedemann
Fritze Hedemann (født 8. maj 1945 i København) er en dansk skuespillerinde.
Hun blev uddannet i 1967 fra Skuespillerskolen ved Aarhus Teater. Derefter spillede hun på Aarhus Teater og senere bl.a. Svalegangen og Folketeatret.
I TV har hun medvirket i bl.a. Her bor de gale og Rejseholdet.
Hun var gift med operasangeren Claus Lembek fra 1992 til hans død.

## Udvalgte film
- Elsk din næste (1967)
- Da Svante forsvandt (1975)
- Tro, håb og kærlighed (1984)
- Peter von Scholten (1987)
- Lykken er en underlig fisk (1989)